# Raggruppamento Operativo Speciale
Raggruppamento Operativo Speciale (dobesedno Odred za specialno delovanje; kratica: ROS) je specialna enota Korpusa karabinjerjev, ki sodi v sestavo Poveljstva mobilnih in specializiranih enot Palidoro ter je zadolžena za preiskovanje in preprečevanje vseh oblik organiziranega in težjega kriminala, vključno s terorizmom.
Pripadniki enote so med drugim tudi izurjeni za infiltracijo v kriminalne združbe z namenom dolgotrajne preiskave.

## Zgodovina
Enoto je 30. decembra 1990 ustanovil general Carlo Alberto Dalla Chiesa iz ostankov Specialne protiteroristične enote z namenom koordinacije preiskav proti organiziranemu kriminalu (predvsem mafiji), nato pa so njene zadolžitve razširili še na vse druge oblike organiziranega kriminala in terorizma.
Trenutno enoto sestavlja le četrtina klasičnih policistov (Agenti di Polizia Giudiziaria), medtem ko preostale tri četrtine predstavljajo karabinjerski podčastniki in častniki, ki imajo policijska pooblastila in izobrazbo. Z namenom boljšega sodelovanja v preiskavah se enota oz. njeni pripadniki udeležujejo skupnih usposabljanj, tako na vojaški kot na policijski ravni.

## Organizacija
Trenutna
- Poveljstvo

- Preiskovalni centri

- Organiziran kriminal (mafija)
- Tihotapljenje mamil in ugrabitve
- Analiza (kriminalistična preiskava in forenziologija)

- Protisubverzivna enota (politično motivirano delovanje proti državi)
- Tehnični oddelek (elektronsko izvidništvo in nadzirovanje)

- 26 regionalnih pisarn

## Vodstvo
Poveljniki enote
- Antonio Subranni (1990–1993)
- Mario Nunzella (1993–1998)
- Mario Mori (1998–1999)
- Sabato Palazzo (1999–2002)
- Giampaolo Ganzer (2002–2012)
- Mario Parente (2012–2015)
- Giuseppe Governale (2015–2017)
- Pasquale Angelosanto (2017–2023)
- Vincenzo Molinese (2023–danes)